# Учительське товариство
«Учительське товариство», «Учительська громада», перша українська професійна організація учителів.
В установчих зборах цієї організації, що з ініціативи І. Панькевича та Ст. Клочурака відбулися 1922 р. в с. Чертеж Середнянського округу (в Ужгороді не вдалося зібрати потрібне число учителів), брало участь шістнадцять осіб.
Згодом «Учительська громада» стала наймасовішою професійною організацією, що нараховувала понад дві тисячі членів.